# 21678 Lindner
21678 Lindner (1999 RK27) là một tiểu hành tinh vành đai chính được phát hiện ngày 5 tháng 9 năm 1999 bởi G. Lehmann và J. Kandler ở Volkssternwarte Drebach.
The asteroid được đặt tên theo tên của elementary school teacher và author Klaus Lindner người Đức.